# Gray Davis
Joseph Graham Davis Jr., känd som Gray Davis, född 26 december 1942 i Bronx i New York, är en amerikansk politiker som var den 37:e guvernören i Kalifornien från 1999 till 2003. Han omvaldes en gång, 2002, men den 7 oktober 2003 blev han den andre guvernören i USA:s historia att bli avsatt från sin post genom ett extrainsatt val (revokation). Han efterträddes av republikanen Arnold A. Schwarzenegger.